# Flavy-le-Meldeux
Flavy-le-Meldeux est une commune française située dans le département de l'Oise en région Hauts-de-France.

## Géographie

### Description

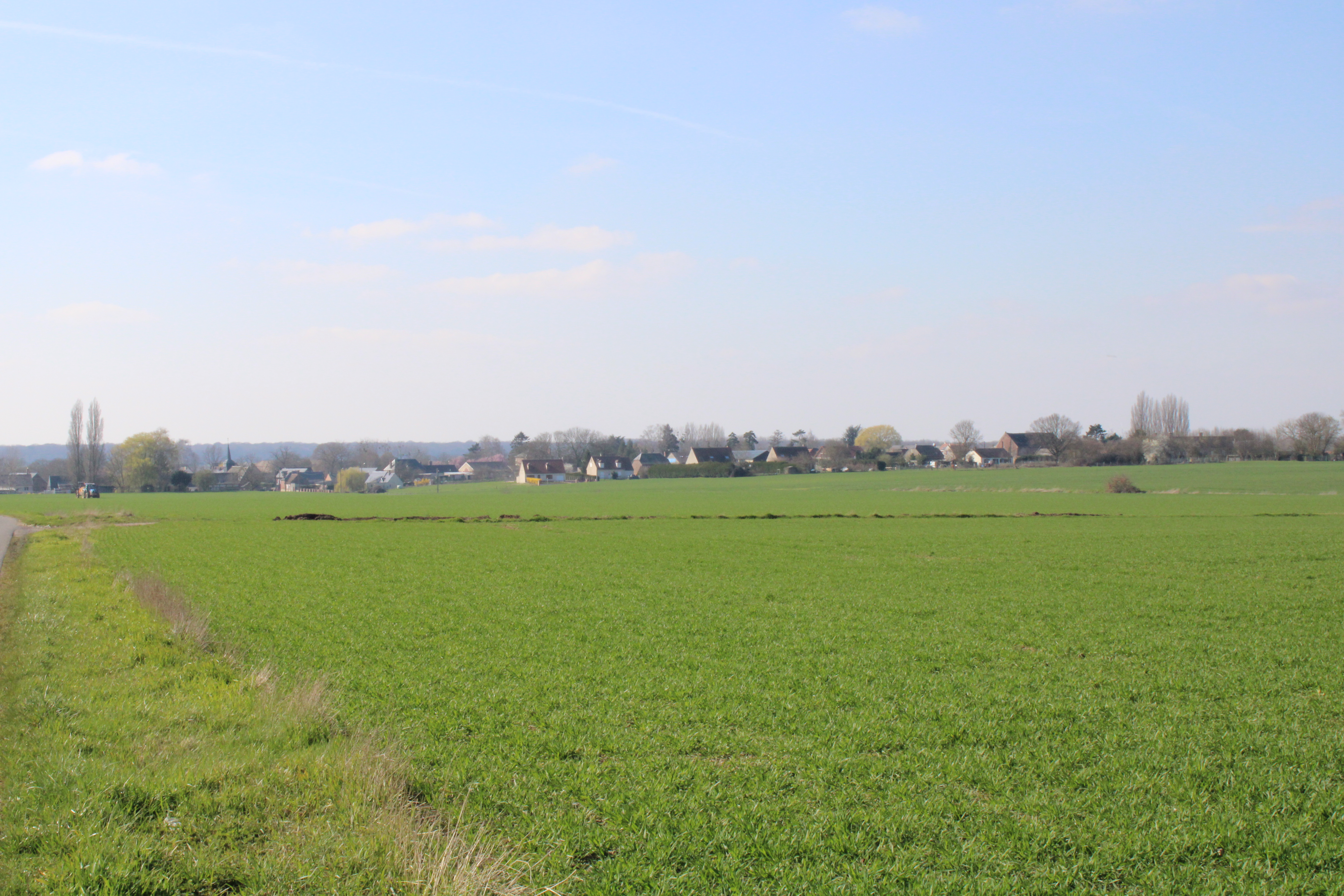
Panorama du village depuis l'ancienne gare.

Flavy-le-Meldeux est  un village rural du Noyonnais du nord de l'Oise, limitrophe du département de  la Somme et proche de celui de l'Aisne, jouxtant Guiscard et situé à 7 km à vol d'oiseau au sud de Ham, 25 km au sud-ouest de Saint-Quentin, 15 km au nord-ouest de Chauny, 13 km au nord de Noyon et 18 km à l'est de Roye
Le territoire communal est limité à l'est par le tracé de l'ancienne Route nationale 32 qui relie notamment Noyon à Ham.
En 1850, Louis Graves indique que « le village de Flavy placé au centre d'un petit territoire est formé de plusieurs rues larges, dont les maisons sont séparées par des jardins et par des haies très-fortes ; cette disposition lui donne une étendue plus grande que ne le comporterait le faible nombre de feux dont il est composé ».

### Hydrographie

#### Réseau hydrographique
La commune est traversée par la ligne de partage des eaux entre les bassins hydrographiques Artois-Picardie et Seine-Normandie. Elle est drainée par la Ferme du Bois Bonneuil et le ru de l'abbaye,.

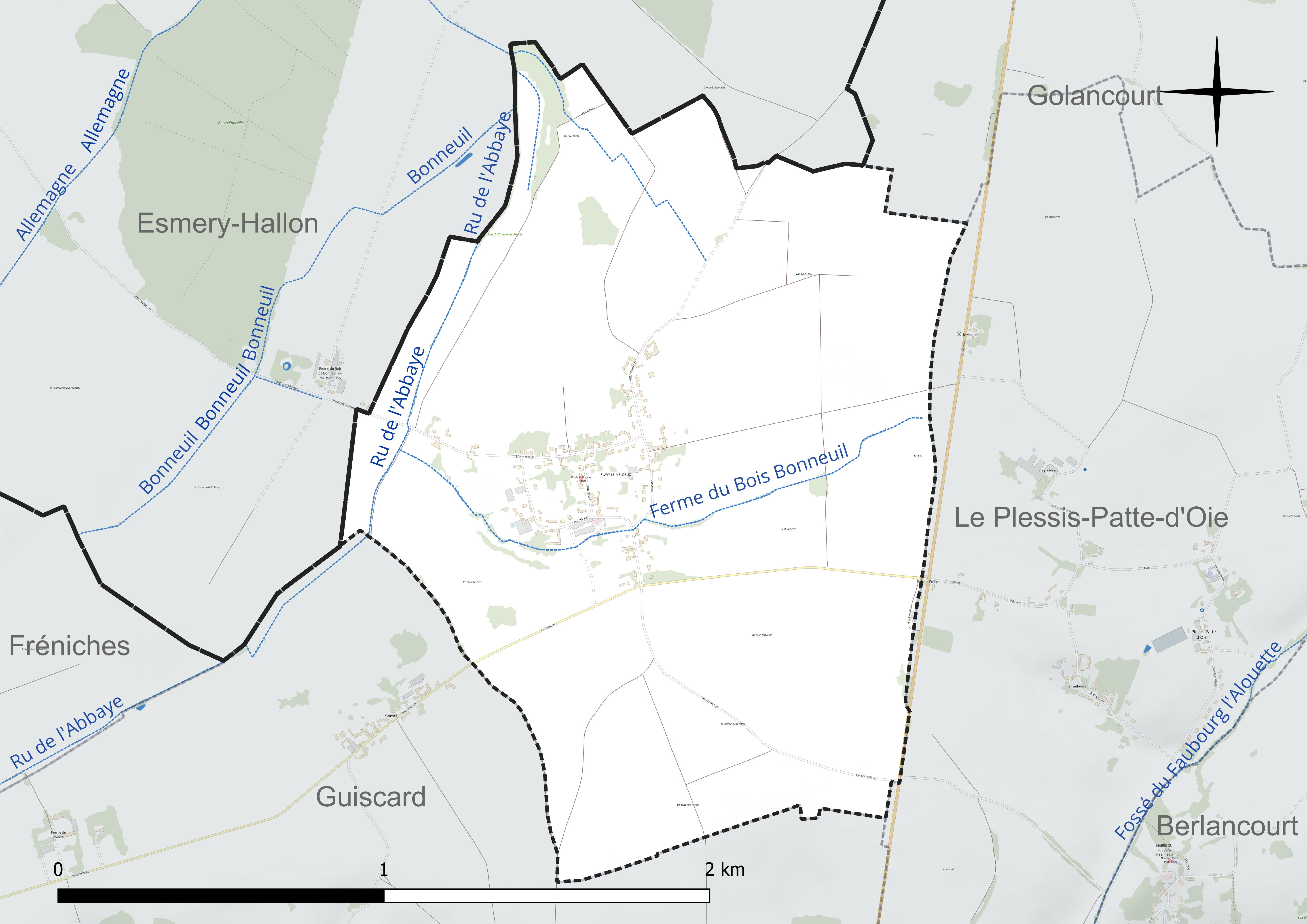
Réseau hydrographique de Flavy-le-Meldeux.

#### Gestion et qualité des eaux
Le territoire communal est couvert par le schéma d'aménagement et de gestion des eaux (SAGE) « Sensée ». Ce document de planification concerne un territoire de 1 798 km2 de superficie, délimité par le bassin versant de la Haute Somme est constitué d'un réseau hydrographique complexe de cours d'eau, de marais, d'étangs et de canaux. Le périmètre a été arrêté le 21 avril 2006 et le SAGE proprement dit a été approuvé le 15 juin 2017. La structure porteuse de l'élaboration et de la mise en œuvre est le syndicat mixte d'aménagement hydraulique du bassin versant de la Somme (AMEVA).
La qualité des cours d'eau peut être consultée sur un site dédié géré par les agences de l'eau et l'Agence française pour la biodiversité.

### Climat
Pour des articles plus généraux, voir Climat des Hauts-de-France et Climat de l'Oise.
En 2010, le climat de la commune est de type climat océanique dégradé des plaines du Centre et du Nord, selon une étude du CNRS s'appuyant sur une série de données couvrant la période 1971-2000. En 2020, Météo-France publie une typologie des climats de la France métropolitaine dans laquelle la commune est exposée à un climat océanique et est dans la région climatique Nord-est du bassin Parisien, caractérisée par un ensoleillement médiocre, une pluviométrie moyenne régulièrement répartie au cours de l'année et un hiver froid (3 °C).
Pour la période 1971-2000, la température annuelle moyenne est de 10,4 °C, avec une amplitude thermique annuelle de 14,7 °C. Le cumul annuel moyen de précipitations est de 706 mm, avec 11,4 jours de précipitations en janvier et 8,9 jours en juillet. Pour la période 1991-2020, la température moyenne annuelle observée sur la station météorologique la plus proche, située sur la commune de Chauny à 15 km à vol d'oiseau, est de 11,1 °C et le cumul annuel moyen de précipitations est de 709,9 mm,. Pour l'avenir, les paramètres climatiques de la commune estimés pour 2050 selon différents scénarios d'émission de gaz à effet de serre sont consultables sur un site dédié publié par Météo-France en novembre 2022.

## Urbanisme

### Typologie
Au 1er janvier 2024, Flavy-le-Meldeux est catégorisée commune rurale à habitat dispersé, selon la nouvelle grille communale de densité à sept niveaux définie par l'Insee en 2022.
Elle est située hors unité urbaine. Par ailleurs la commune fait partie de l'aire d'attraction de Noyon, dont elle est une commune de la couronne,. Cette aire, qui regroupe 38 communes, est catégorisée dans les aires de moins de 50 000 habitants,.

### Habitat et logement
En 2019, le nombre total de logements dans la commune était de 89, alors qu'il était de 92 en 2014 et de 77 en 2009.
Parmi ces logements, 87,3 % étaient des résidences principales, 3,5 % des résidences secondaires et 9,2 % des logements vacants. Ces logements étaient pour 100 % d'entre eux des maisons individuelles et pour 0 % des appartements.
Le tableau ci-dessous présente la typologie des logements à Flavy-le-Meldeux en 2019 en comparaison avec celle de l'Oise et de la France entière. Une caractéristique marquante du parc de logements est ainsi une proportion de résidences secondaires et logements occasionnels (3,5 %) supérieure à celle du département (2,4 %) et à celle de la France entière (9,7 %). Concernant le statut d'occupation de ces logements, 85,3 % des habitants de la commune sont propriétaires de leur logement (80,8 % en 2014), contre 61,4 % pour l'Oise et 57,5 pour la France entière.
| Typologie                                               | Flavy-le-Meldeux | Oise | France entière |
| ------------------------------------------------------- | ---------------- | ---- | -------------- |
| Résidences principales (en %)                           | 87,3             | 90,4 | 82,1           |
| Résidences secondaires et logements occasionnels (en %) | 3,5              | 2,4  | 9,7            |
| Logements vacants (en %)                                | 9,2              | 7,1  | 8,2            |

### Voies de communication et transports
La commune est desservie, en 2023, par les lignes 677 et 6308 du réseau interurbain de l'Oise ainsi que par la ligne 753 du réseau Trans'80.

## Toponymie
La localité a été désignée sous le nom de Flavi (Flavia) (1153) ; cum capella de flavi (1179) ; Reinaldus de flavi (1201) ; petrus dominus de medietate de flavi le merdeux (1228) ; flavi (1234) ; Flavia (vers 1240) ; apud flavi le merdeux (1246) ; Flavi le merdeux (1308) ; flavy le merdeux (1376) ; la ville de Flavy le merdeux (1486) ; Flavy le merdeu (1659) ; Flavy le merdeux (1659) ; Flavy le Meldeux (1755).
La qualification de le Meldeux lui a été donnée pour la distinguer des localités du même nom. Le déterminant actuel
parait être une atténuation de celui, grossier, des formes anciennes, par opposition à Flavi-le-Sec, lieu habité de la Somme, aujourd'hui détruit, qui était situé à 10 Km au Nord-Ouest.

## Histoire

### Antiquité
Sur un plateau près du bois de Bènes, ont été retrouvées au XIXe siècle des traces de constructions anciennes, ainsi que des médailles et des bronzes de l'époque gallo-romaine.

### Moyen Âge
Les Bénédictins de Corbie possèdent, par échange avec l'abbaye Saint-Nicolas d'Arrouaise, le tiers des grosses dîmes de Flavy-le-Meldeux. Ils  étaient tenus de participer pour un tiers aux frais des grosses réparations à exécuter au chœur de l'église.

### Temps modernes
Sous l'Ancien Régime, Flavy dépendait du marquisat de Nesle.
L'église était une succursale de la cure de Berlancourt et son titulaire était nommé par l'évêque diocésain.
La paroisse relevait du bailliage de Chauny, et de l'élection de Noyon.

### Époque contemporaine

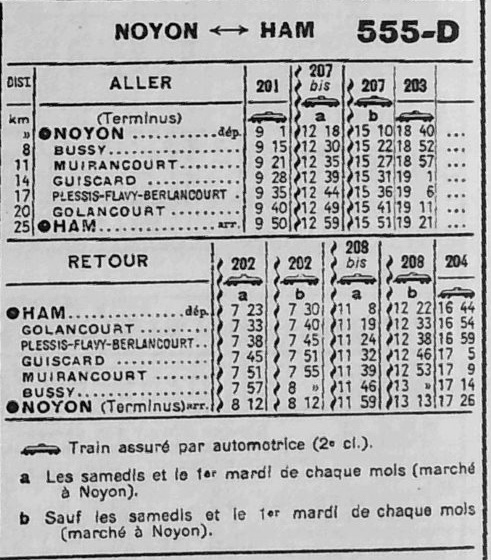
Les horaires de la ligne de chemin de fer en 1936.

En 1850, les habitants vivaient notamment de la fabrication de sabots et du tissage de toiles en coton. Un moulin à vent fonctionnait dans la commune.
La commune est desservie de 1895 à 1955, par un chemin de fer secondaire à voie métrique du réseau départemental de l'Oise, qui la reliait à Noyon en passant par Guiscard, et à Ham.
Elle  a été décorée de la Croix de guerre 1914-1918 le 15 février 1921.

## Politique et administration

### Rattachements administratifs et électoraux

#### Rattachements administratifs
La commune se trouve dans l'arrondissement de Compiègne du département de l'Oise.
Elle faisait partie depuis 1802 du canton de Guiscard. Dans le cadre du redécoupage cantonal de 2014 en France, cette circonscription administrative territoriale a disparu, et le canton n'est plus qu'une circonscription électorale.

#### Rattachements électoraux
Pour les élections départementales, la commune fait partie depuis 2014 du canton de Noyon
Pour l'élection des députés, elle fait partie  depuis 1988 de la sixième circonscription de l'Oise.

### Intercommunalité

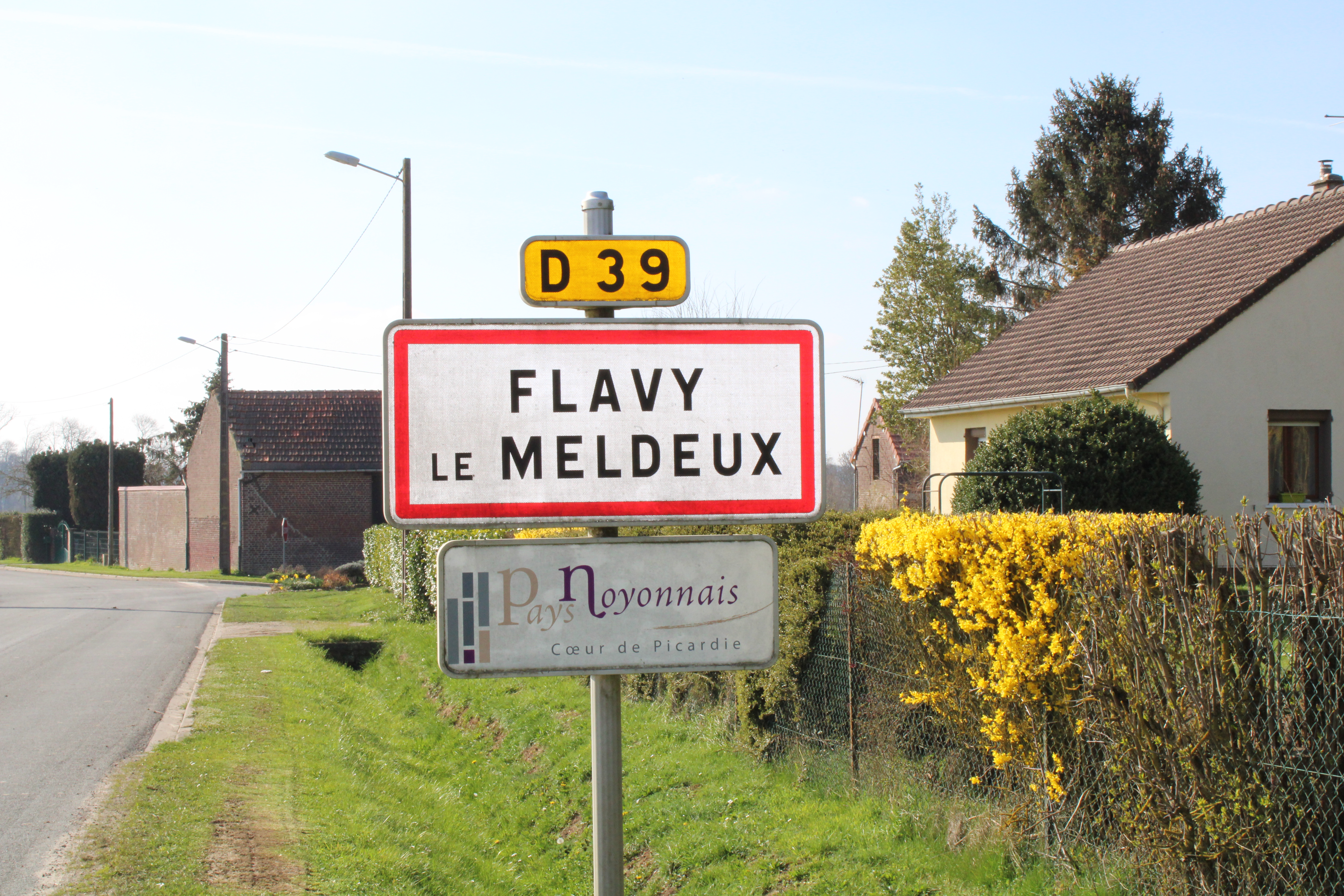
Plaques d'entrée de la commune, avec celle de l'intercommunalité

La commune est membre  de la  communauté de communes du Pays Noyonnais, un établissement public de coopération intercommunale (EPCI) à fiscalité propre créé en 1994 et auquel la commune avait transféré un certain nombre de ses compétences, dans les conditions déterminées par le code général des collectivités territoriales.
Cette intercommunalité succède à un SIVOM créé en 1970.

### Liste des maires
| Période                                  | Période                         | Identité        | Étiquette | Qualité                                                                                           |
| ---------------------------------------- | ------------------------------- | --------------- | --------- | ------------------------------------------------------------------------------------------------- |
| Les données manquantes sont à compléter. |                                 |                 |           |                                                                                                   |
| 1880                                     | 1887                            | Émile Dermigny  |           |                                                                                                   |
| 1887                                     | 1897                            | Émile Polet     |           |                                                                                                   |
| 1897                                     | 1907                            | Étienne Verlon  |           |                                                                                                   |
| 1907                                     | 1910                            | Edmond Pointin  |           |                                                                                                   |
| 1910                                     | 1948                            | Élie Cerf       |           |                                                                                                   |
| 1948                                     | 1978                            | Jean Fichot     |           | Agriculteur Mort en fonction                                                                      |
| 1978                                     | 2008                            | Bernard Pointin |           | Agriculteur                                                                                       |
| mars 2008                                | En cours (au 13 septembre 2022) | David Bantigny  |           | Enseignant Vice-président de la CC du Pays Noyonnais (2014 → 2020) Réélu pour le mandat 2020-2026 |

## Équipements et services publics

### Enseignement
École primaire publique à une classe accueillant des élèves de CE1/CE2, en regroupement pédagogique intercommunal avec Muirancourt, Fréniches, Frétoy-le-Château et Libermont (RPI des 3FLM).
Le collège de secteur est le collège Constant-Bourgeois de Guiscard.

### Bibliothèque
Située au rez-de-chaussée de la mairie.

### Autres équipements
- Parc arboré, équipé de jeux extérieurs pour les enfants ;
- Salle polyvalente Bernard Pointin ;
- City-stade.

## Population et société

### Démographie

#### Évolution démographique
L'évolution du nombre d'habitants est connue à travers les recensements de la population effectués dans la commune depuis 1793. Pour les communes de moins de 10 000 habitants, une enquête de recensement portant sur toute la population est réalisée tous les cinq ans, les populations de référence des années intermédiaires étant quant à elles estimées par interpolation ou extrapolation. Pour la commune, le premier recensement exhaustif entrant dans le cadre du nouveau dispositif a été réalisé en 2006.

En 2022, la commune comptait 225 habitants, en évolution de +7,14 % par rapport à 2016 (Oise : +0,87 %, France hors Mayotte : +2,11 %).
| 1793 | 1800 | 1806 | 1821 | 1831 | 1836 | 1841 | 1846 | 1851 |
| ---- | ---- | ---- | ---- | ---- | ---- | ---- | ---- | ---- |
| 352  | 372  | 425  | 438  | 458  | 443  | 407  | 382  | 404  |

| 1856 | 1861 | 1866 | 1872 | 1876 | 1881 | 1886 | 1891 | 1896 |
| ---- | ---- | ---- | ---- | ---- | ---- | ---- | ---- | ---- |
| 364  | 370  | 348  | 324  | 310  | 310  | 275  | 250  | 256  |

| 1901 | 1906 | 1911 | 1921 | 1926 | 1931 | 1936 | 1946 | 1954 |
| ---- | ---- | ---- | ---- | ---- | ---- | ---- | ---- | ---- |
| 215  | 194  | 178  | 145  | 184  | 176  | 164  | 205  | 171  |

| 1962 | 1968 | 1975 | 1982 | 1990 | 1999 | 2006 | 2011 | 2016 |
| ---- | ---- | ---- | ---- | ---- | ---- | ---- | ---- | ---- |
| 163  | 166  | 116  | 115  | 170  | 193  | 179  | 214  | 210  |

| 2021 | 2022 | - | - | - | - | - | - | - |
| ---- | ---- | - | - | - | - | - | - | - |
| 222  | 225  | - | - | - | - | - | - | - |

#### Pyramide des âges
La population de la commune est relativement jeune.
En 2018, le taux de personnes d'un âge inférieur à 30 ans s'élève à 41,4 %, soit au-dessus de la moyenne départementale (37,3 %). À l'inverse, le taux de personnes d'âge supérieur à 60 ans est de 15,7 % la même année, alors qu'il est de 22,8 % au niveau départemental.
En 2018, la commune comptait 110 hommes pour 104 femmes, soit un taux de 51,4 % d'hommes, largement supérieur au taux départemental (48,89 %).
Les pyramides des âges de la commune et du département s'établissent comme suit.
| Hommes | Classe d’âge | Femmes |
| ------ | ------------ | ------ |
| 0,0    | 90 ou +      | 1,0    |
| 1,9    | 75-89 ans    | 2,0    |
| 10,2   | 60-74 ans    | 16,7   |
| 16,7   | 45-59 ans    | 20,6   |
| 25,9   | 30-44 ans    | 22,5   |
| 19,4   | 15-29 ans    | 11,8   |
| 25,9   | 0-14 ans     | 25,5   |

| Hommes | Classe d’âge | Femmes |
| ------ | ------------ | ------ |
| 0,5    | 90 ou +      | 1,4    |
| 5,5    | 75-89 ans    | 7,6    |
| 15,6   | 60-74 ans    | 16,3   |
| 20,8   | 45-59 ans    | 20     |
| 19,4   | 30-44 ans    | 19,4   |
| 17,6   | 15-29 ans    | 16,2   |
| 20,6   | 0-14 ans     | 19,1   |

### Vie associative
Le comité des fêtes organise diverses manifestations tout au long de l'année :
• concours de belote
• concours de boules
• la brocante annuelle lors de la fête foraine
Il organise aussi en étroite collaboration avec la mairie:
• le noël des enfants
• la fête foraine (l'avant dernier week-end de juillet)

## Culture locale et patrimoine

### Lieux et monuments
- Mairie - école ;
- Église Saint-Géréon, construite avec soin en blocs de grès et dont la nef date du XVIe siècle et le chœur à chevet plat du XVIIe ou du XVIIIe siècle. La chapelle en brique située au sud de la nef date du début du XIXe siècle.
A l'intérieur, on note le  curieux bénitier du XVIIe siècle, qui est sans doute un remploi et le maître autel néo-gothique intégré dans l'ancien retable, du XVIIIe siècle[27].
L'édifice a été restauré en 2008.
- L'ancienne gare de Flavy-le-Meldeux, au carrefour de la RD 932

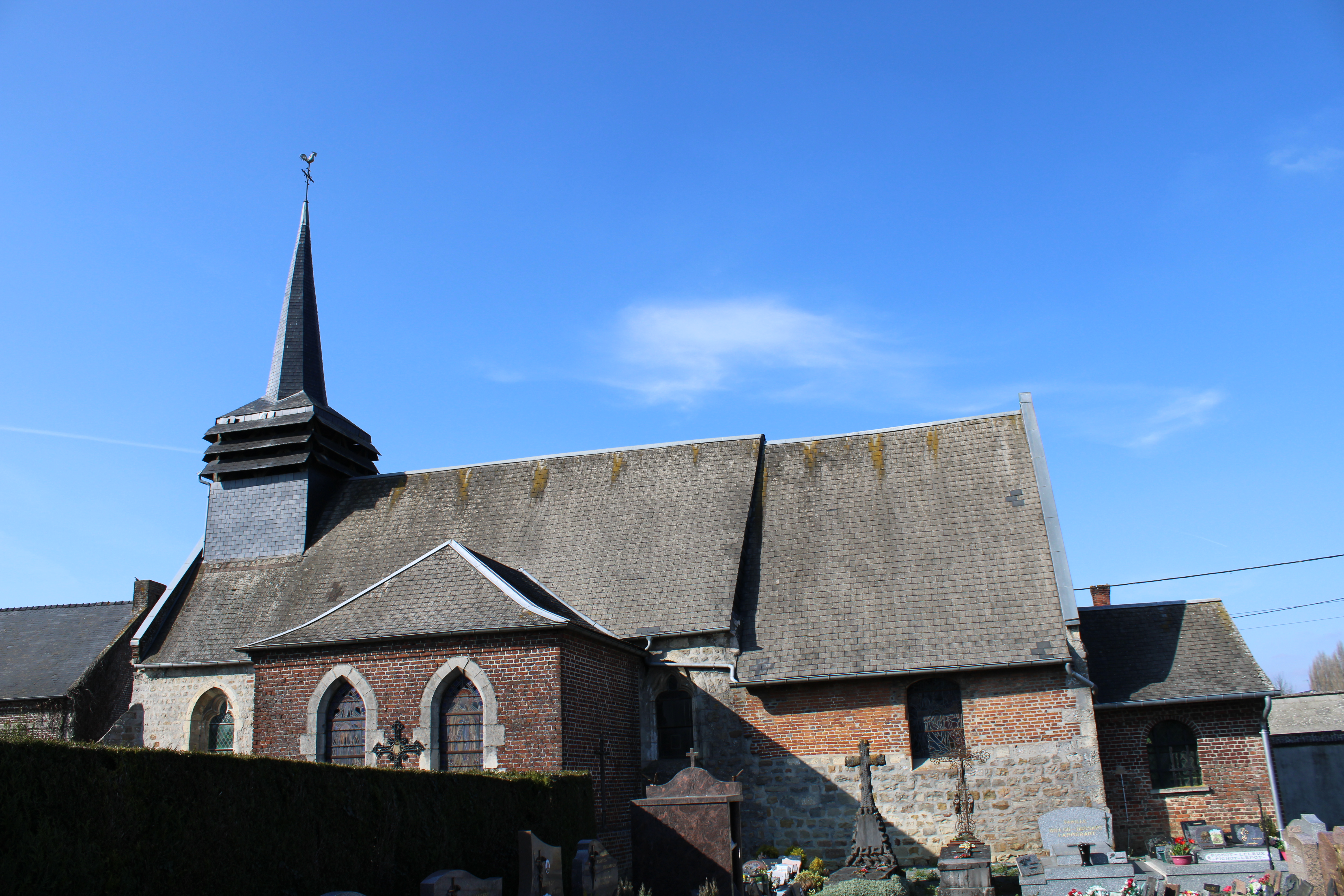
L'église Saint-Géréon.
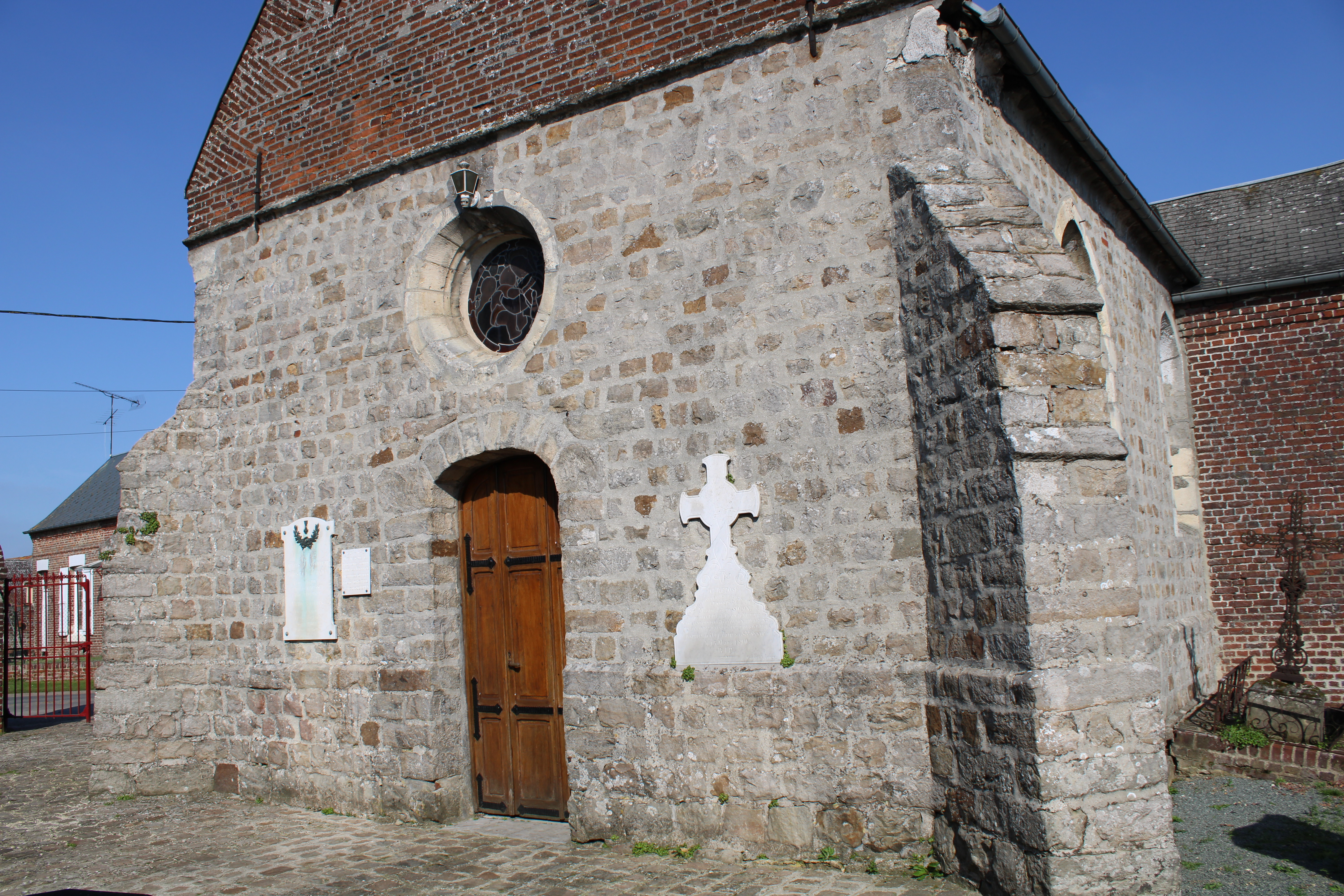
La façade de l'église.
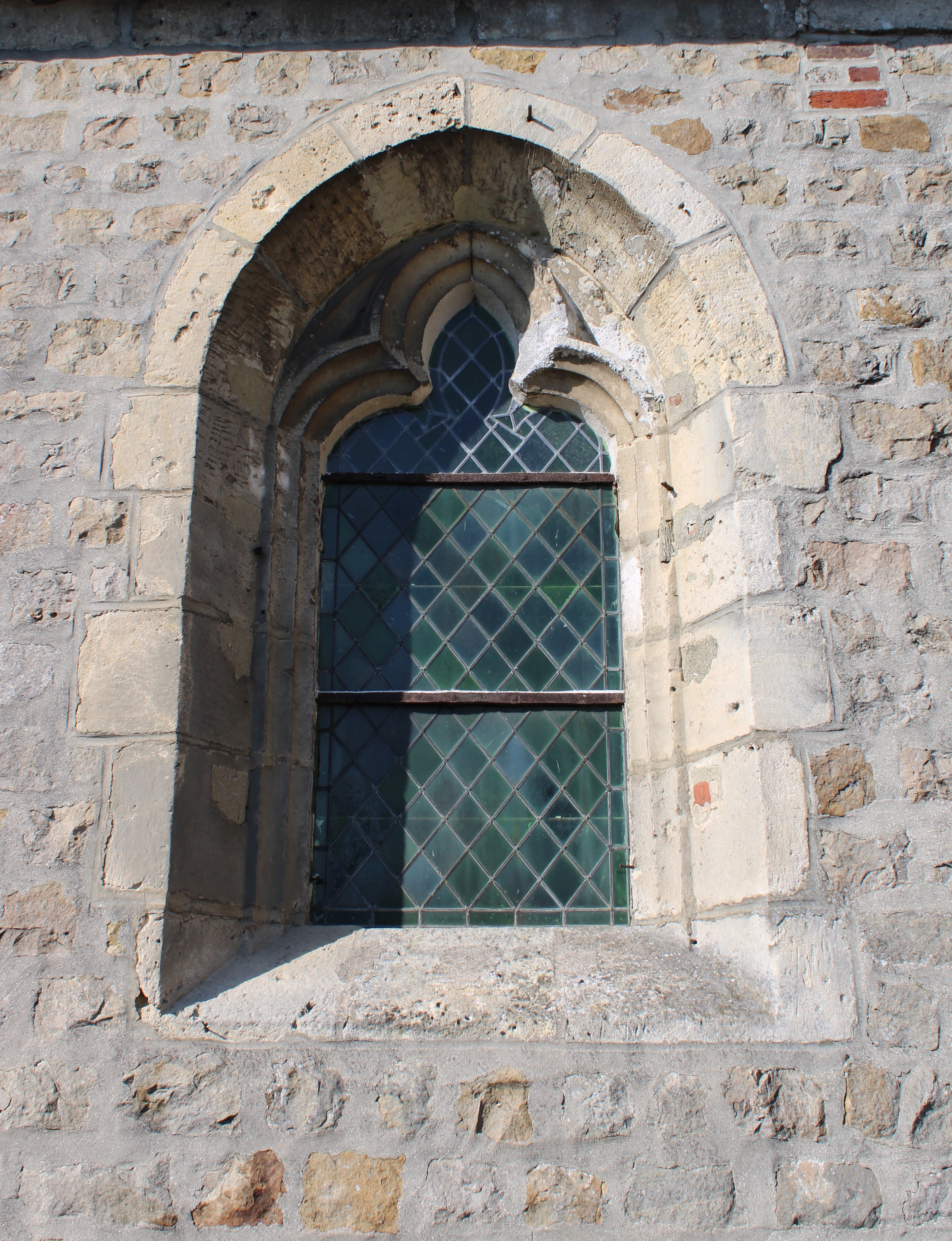
Détail d'une fenêtre de l'église.
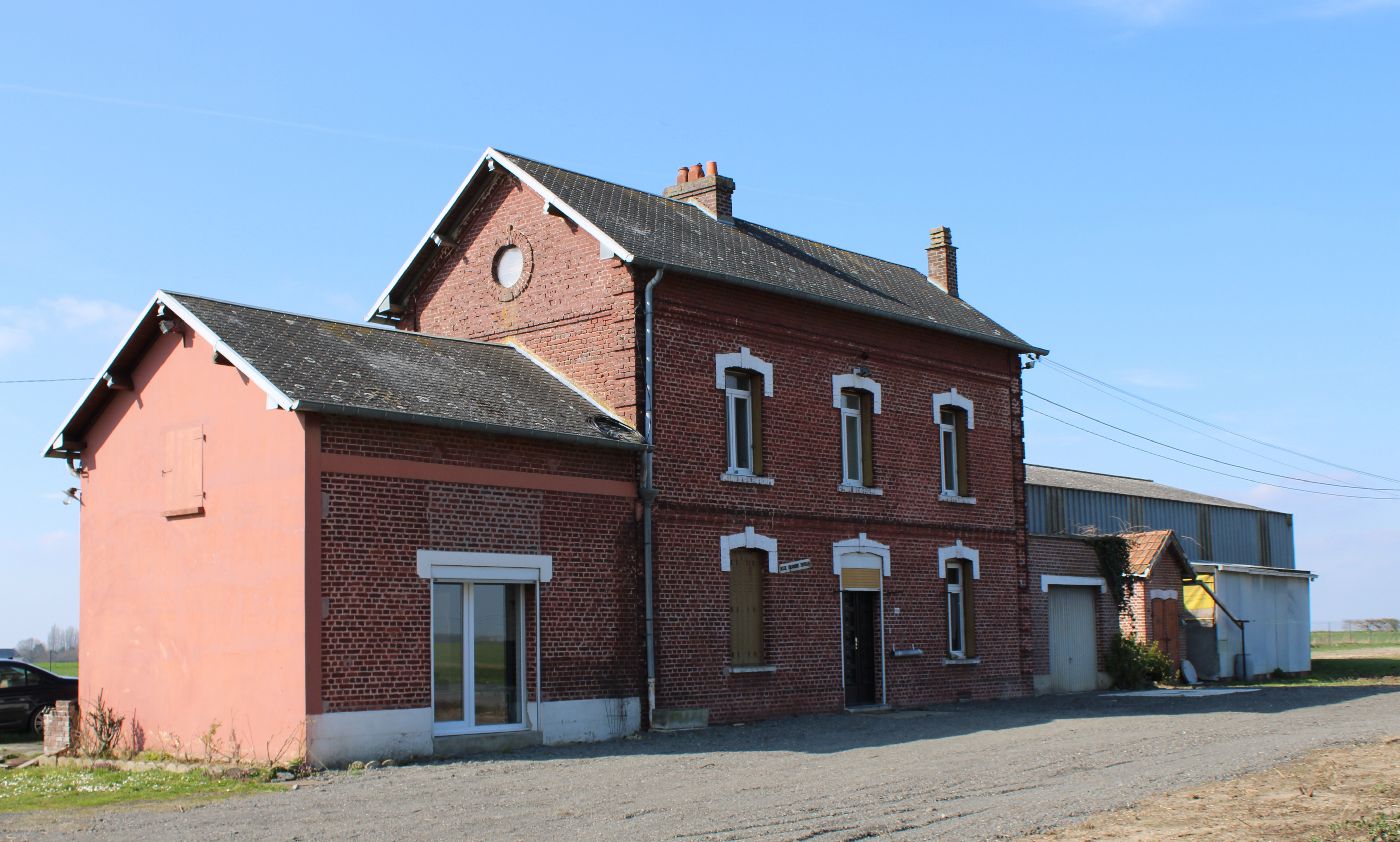
Ancienne gare.
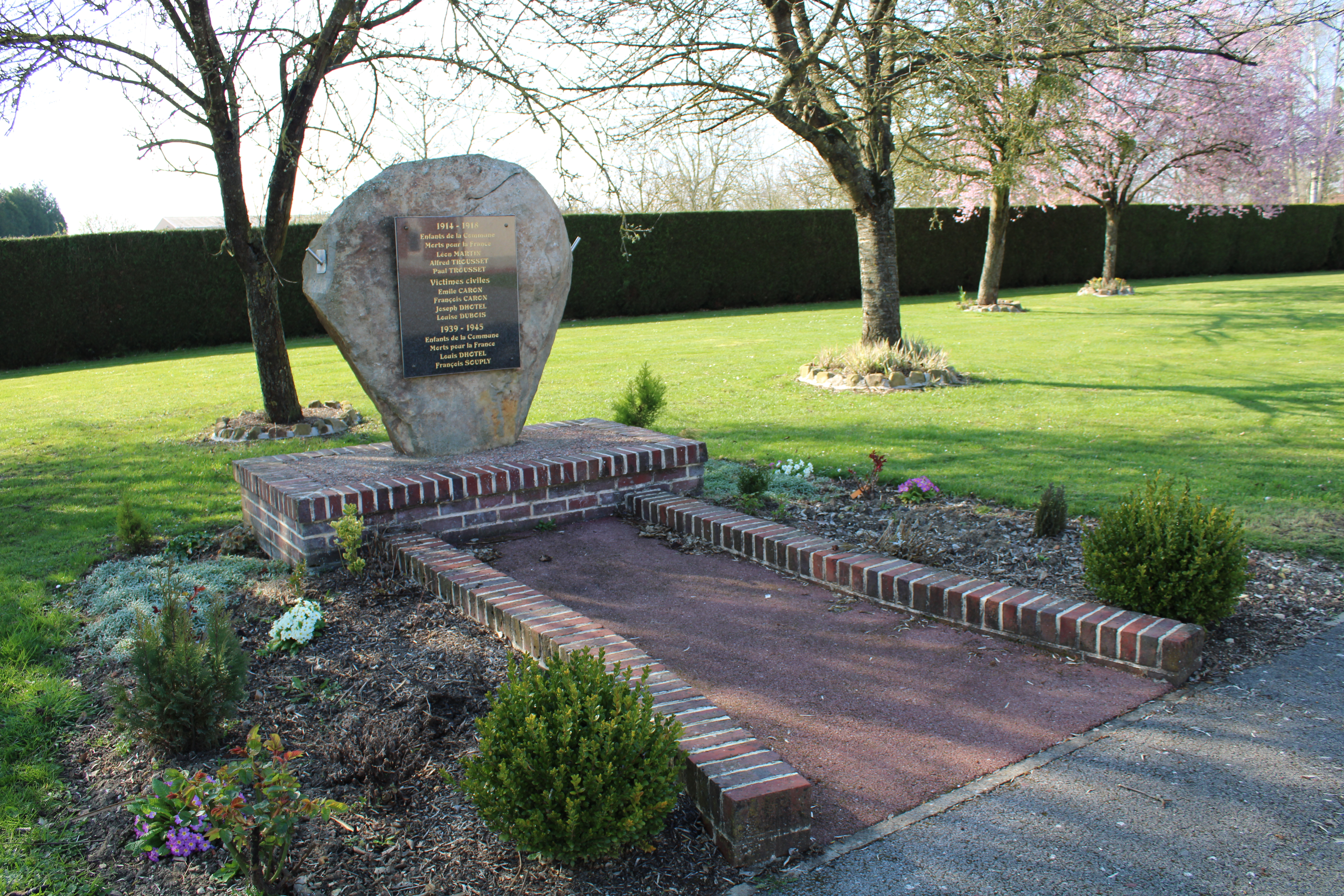
Le monument aux morts.
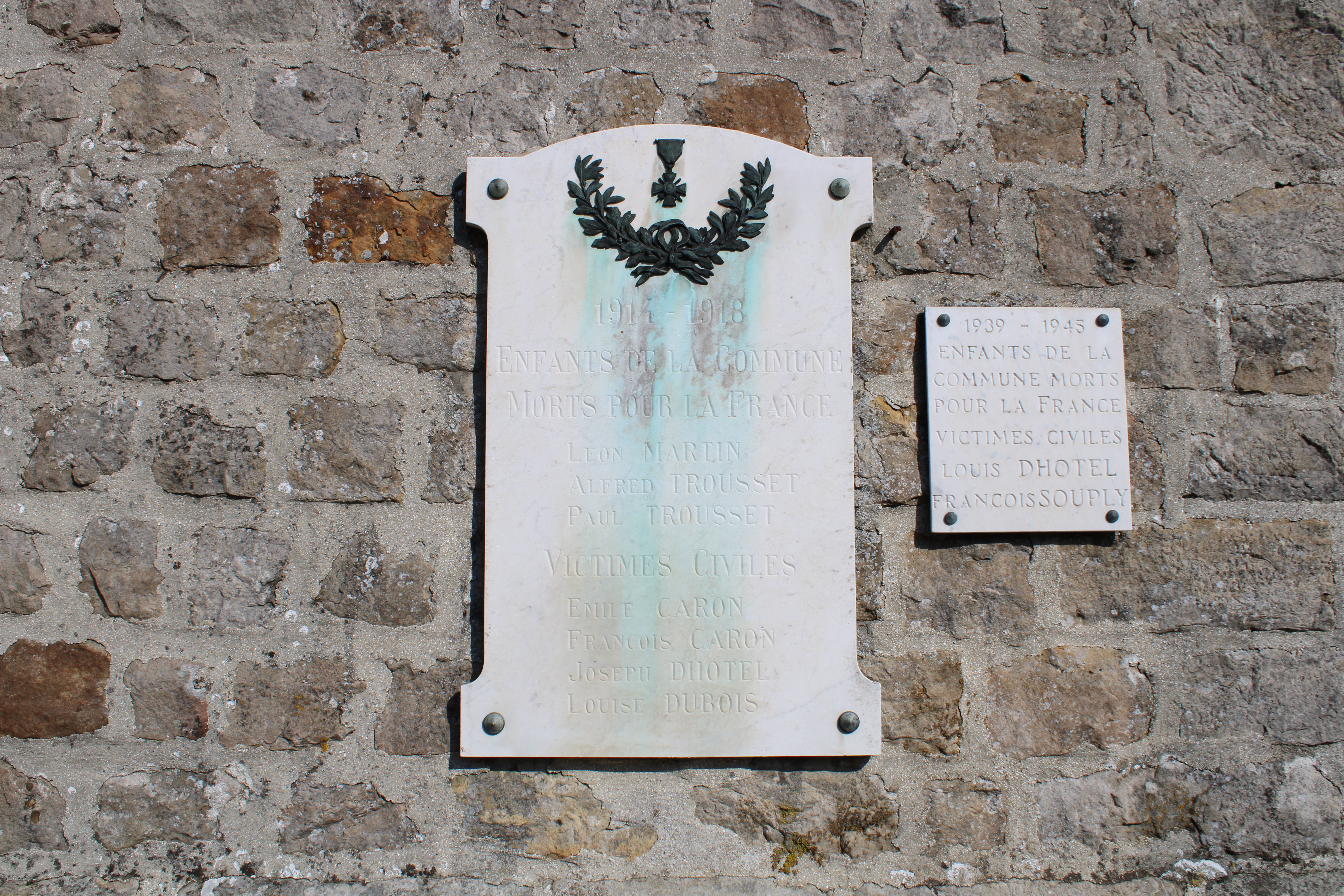
Plaque Hommage Guerre 14-18 sur la façade de l'église.

### Personnalités liées à la commune
Le nom d'un seigneur de Flavy nous est parvenu : 
- Pierre de Flavy, chevalier, s'engage en 1311  à payer une rente faite par ses ancêtres à l'abbaye Saint-Nicolas d'Arrouaise[16]..

### Héraldique

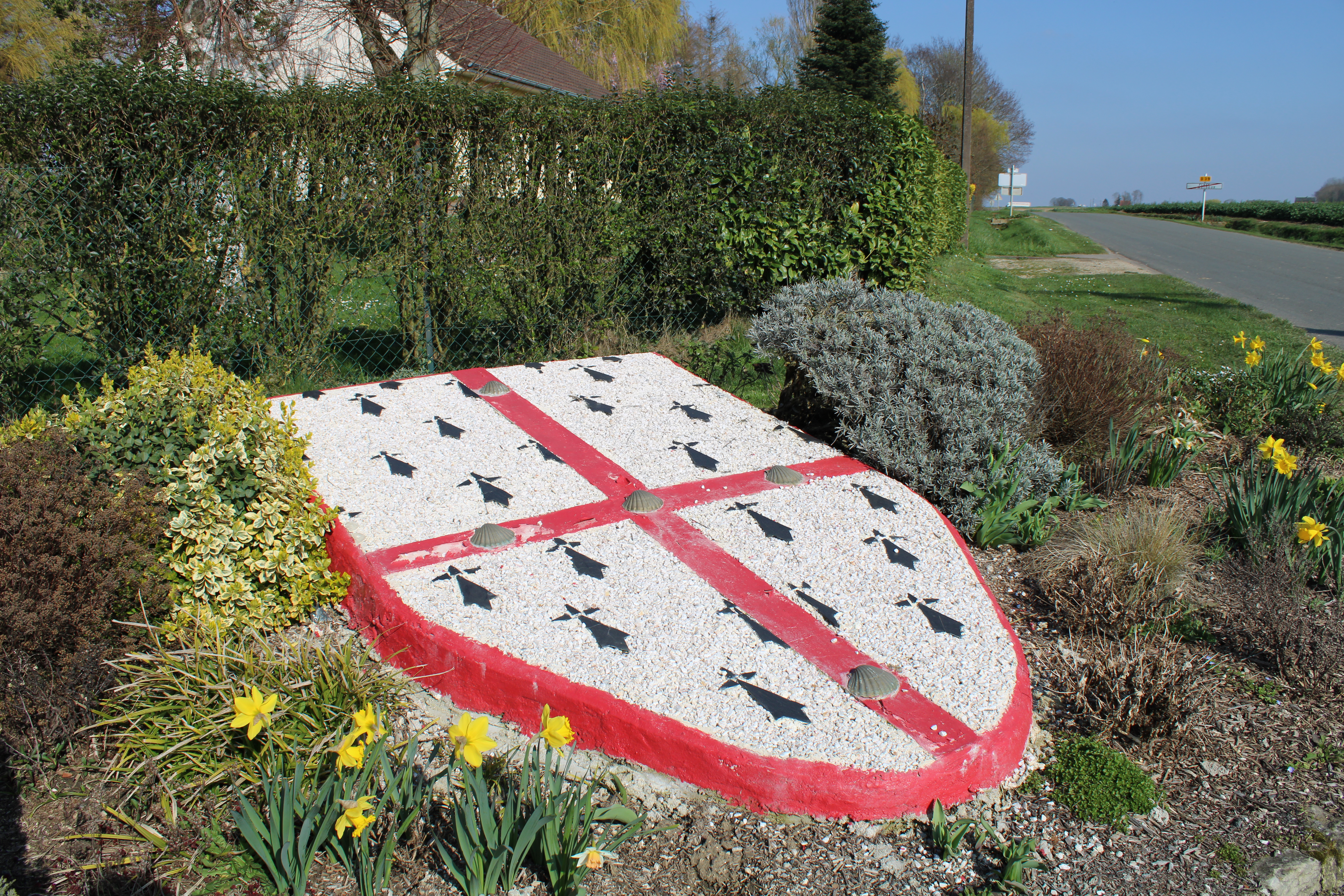
Blason à l'entrée du village.

| Blason de Flavy-le-Meldeux | Blason  | D'hermine à la croix de gueules chargée de coquilles d'or. |
| Blason de Flavy-le-Meldeux | Détails | Le statut officiel du blason reste à déterminer.           |